# Кавка (Люблінське воєводство)
Кавка (пол. Kawka) — село в Польщі, у гміні Нємце Люблінського повіту Люблінського воєводства.
Населення — 219 осіб (2011).

## Демографія
Демографічна структура станом на 31 березня 2011 року:
|          | Загалом | Допрацездатний вік | Працездатний вік | Постпрацездатний вік |
| -------- | ------- | ------------------ | ---------------- | -------------------- |
| Чоловіки | 98      | 27                 | 64               | 7                    |
| Жінки    | 121     | 29                 | 63               | 29                   |
| Разом    | 219     | 56                 | 127              | 36                   |